# Domenico del Tasso
Domenico del Tasso (Firenze, 1440 – Firenze, 1508) fu un intagliatore di legno, artista rinascimentale italiano del Quattrocento.